# Дашки (Логойский район)
Дашки (бел. Да́шкі) — деревня в Логойском районе Минской области Беларуси. В составе Янушковичского сельсовета.

## География
Пролегает дорога Н-8847.
Ближайшие населённые пункты Дениски, Жабичи, Малые Бесяды и др.

## История
До 14 апреля 1959 года деревня входила в состав Калачевского сельсовета.

## Население

### Численность
- 2019 год — 7 жителей

### Динамика
- 1999 год — 14 жителей (перепись населения)
- 2009 год — 9 жителей (перепись населения)[3]
- 2019 год — 7 жителей (перепись населения)

## Улицы
- Центральная